# Roger Romani
Roger Romani (ur. 25 sierpnia 1934 w Tunisie, zm. 20 lutego 2025 w Paryżu) – francuski polityk, urzędnik państwowy i samorządowiec, senator, zastępca mera Paryża, w latach 1995–1997 minister.

## Życiorys
Zawodowo związany z administracją państwową. Był zatrudniony w ORTF, agencji nadzorującej stacje radiowe i telewizyjne. Od końca lat 60. pełnił różne funkcje w gabinetach ministrów. Był m.in. dyrektorem gabinetu ministra poczty i telekomunikacji, ministra informacji i ministra do spraw kontaktów z parlamentem. Należał do bliskich współpracowników Jacques'a Chiraca, zajmował stanowisko jego doradcy m.in. w okresie premierostwa w latach 1974–1976.
Długoletni działacz gaullistowskiego Zgromadzenia na rzecz Republiki, z którym w 2002 dołączył do Unii na rzecz Ruchu Ludowego. Od 1971 był radnym Paryża, od 1977 zastępcą mera francuskiej stolicy. Z paryskiego samorządu odszedł w 2001. Zasiadał również w radzie regionu Île-de-France.
W latach 1977–1993 członek Senatu. Od marca 1993 do maja 1995 był ministrem delegowanym, podległym premierowi Édouardowi Balladurowi, odpowiedzialnym za relacje z Senatem i sprawy repatriantów. Następnie do czerwca 1997 wchodził w skład obu rządów, którymi kierował Alain Juppé, w randze ministra zajmował się relacjami z parlamentem. W 2002 powrócił do Senatu, zasiadał w nim do 2011, od 2008 jako wiceprzewodniczący tej izby.

## Odznaczenia
- Oficer Legii Honorowej (2011)[5].